# Cerynea rhodotrichia
Cerynea rhodotrichia là một loài bướm đêm trong họ Erebidae.